# La Biolle
La Biolle – miejscowość i gmina we Francji, w regionie Owernia-Rodan-Alpy, w departamencie Sabaudia.
Według danych na rok 1990 gminę zamieszkiwały 1353 osoby, a gęstość zaludnienia wynosiła 104 osób/km² (wśród 2880 gmin regionu Rodan-Alpy La Biolle plasuje się na 621. miejscu pod względem liczby ludności, natomiast pod względem powierzchni na miejscu 906.).
Urodził tu się arcybiskup Kolombo Jean-Marie Masson OMI.

## Demografia

Populacja La Biolle w latach 1962–2008

## Zabytki
- Zamek Château de Montfalcon
- Zamek Château de Longefan
- kilka ufortyfikowanych willi z XV wieku